# One More Night (Maroon 5)
One More Night è un singolo del gruppo musicale statunitense Maroon 5, pubblicato 19 giugno 2012 come secondo estratto dal quarto album in studio Overexposed. È stata scritta da Adam Levine, Shellback, Max Martin e Savan Kotecha. È una canzone pop con un'influenza di Falsetto. Nella composizione, si parla di non andare d'accordo con qualcuno, sperando che rimanga solo con lei soltanto "una notte in più" (one more night).
La canzone ha ricevuto recensioni favorevoli dai critici musicali. La maggior parte di essi ha complimentato la voce di Levine, l'influenza del falsetto nella canzone, che ha etichettato come una "canzone estiva orecchiabile". Tuttavia, alcuni critici hanno percepito una mancanza di identità e ha criticato la melodia della canzone.

## Background e composizione
Dopo il successo di Payphone, la band ha annunciato che One More Night sarebbe stata pubblicata come il secondo singolo da Overexposed il 19 giugno 2012. Il 18 maggio 2012, la band ha debuttato con la canzone al casinò ed hotel Revel ad Atlantic City (New Jersey).
One More Night è stata scritta da Adam Levine, Shellback, Max Martin e Savan Kotecha, mentre la produzione è stata gestita da Martin e Shellback. È una canzone pop con un'influenza reggae data dalle percussioni, che danno alla canzone un tocco di dance.

## Video musicale
Un video lyric è stato pubblicato il 19 giugno 2012, tramite YouTube.

Il video ufficiale di One More Night, invece, è stato girato il 20 aprile 2012 e diretto da Peter Berg. È stato presentato in anteprima il 25 giugno 2012 su MTV alle 19:53. A seguito della première, Adam Levine ha fatto mezz'ora di webchat live su MTV.com con il giornalista James Montgomery per parlare del video. "Interpreto uno rubacuori, credo", ha detto nel clip. "Faccio cose molto cattive... ma necessarie". L'attrice Minka Kelly interpreta la ragazza di Adam Levine nel video.

## Successo commerciale
One More Night ha esordito alla numero 42 nella Billboard Hot 100 nella settimana del 7 luglio 2012. Ha anche esordito alla numero 12 nella classifica Hot Digital Songs. Il brano ha debuttato alla numero 30 nella classifica Adult Pop Songs di Billboard. Per la settimana del 18 agosto 2012, il brano è stato il più grande sbancatore nella classifica Billboard Pop Songs, alla numero 20. Il singolo si è rivelato la più longeva numero uno dei Maroon 5, restando in cima per oltre 9 settimane consecutive. Il singolo ha venduto oltre 6,9 milioni di copie durante il 2012, risultando così l'ottavo più venduto di quell'anno e uno dei più venduti di sempre.
Poiché Phil Collins aveva precedentemente raggiunto la posizione numero 1 della classifica Billboard Hot 100 con la sua canzone, non correlata a questa, intitolata One More Night, le due canzoni divennero una delle rare coppie di canzoni con lo stesso titolo che hanno raggiunto entrambe la posizione numero 1.

## Esibizioni dal vivo
La band ha cantato la canzone per la prima volta al Today Show, il 29 giugno 2012, dove hanno inoltre eseguito successi precedenti come Payphone, Moves like Jagger e Harder to Breathe. Successivamente si esibiscono alle cerimonie dei iHeartRadio Music Festival e MTV Video Music Awards. Nel novembre 2012 si esibiscono alla cerimonia delle candidatura dei Grammy Awards.

## Riconoscimenti
2013 - Billboard Music Awards
- Candidatura alla miglior canzone Pop
- Candidatura alla miglior canzone radiofonica
- Candidatura alla miglior canzone Hot 100

2013 - People's Choice Awards
- Candidatura alla miglior canzone

2013 - World Music Award
- Candidatura alla miglior canzone
- Candidatura al miglior video

## Classifiche

### Classifiche internazionali
| Classifica (2012) | Posizione massima |
| ----------------- | ----------------- |
| Australia         | 2                 |
| Austria           | 8                 |
| Belgio (Fiandre)  | 16                |
| Belgio (Vallonia) | 15                |
| Bulgaria          | 1                 |
| Canada            | 2                 |
| Corea del Sud     | 1                 |
| Danimarca         | 8                 |
| Finlandia         | 2                 |
| Francia           | 9                 |
| Germania          | 17                |
| Italia            | 13                |
| Lussemburgo       | 9                 |
| Norvegia          | 7                 |
| Nuova Zelanda     | 1                 |
| Paesi Bassi       | 23                |
| Regno Unito       | 2                 |
| Stati Uniti       | 1                 |
| Stati Uniti (Pop) | 1                 |
| Svezia            | 5                 |
| Svizzera          | 11                |

### Classifiche di fine anno
| Classifica (2012) | Posizione |
| ----------------- | --------- |
| Australia         | 18        |
| Belgio (Vallonia) | 100       |
| Canada            | 25        |
| Francia           | 86        |
| Nuova Zelanda     | 1         |
| Paesi Bassi       | 77        |
| Regno Unito       | 72        |
| Stati Uniti       | 18        |
| Ungheria          | 67        |

## Date di pubblicazione
| Nazione     | Data              | Formato             |
| ----------- | ----------------- | ------------------- |
| Stati Uniti | 19 giugno 2012    | Download digitale   |
| Stati Uniti | 17 luglio 2012    | Airplay radiofonico |
| Germania    | 21 settembre 2012 | CD                  |